# Vaszily Miklós
Vaszily Miklós (Debrecen, 1973. július 9. –)	magyar közgazdász, médiamenedzser. 2025. április 22-től a TV2 elnök-vezérigazgatója. A Marketing és Média szaklap Top50 listáján a legbefolyásosabb médiavezető 2025-ben. A Befolyás-barométer szerint 2024-ben ő volt Magyarország 34. legbefolyásosabb személye.

## Életpályája
1996-ban a Budapesti Közgazdaságtudományi Egyetemen, majd 1997-ben az ELTE Állam- és Jogtudományi Karán szerzett diplomát. Pályáját részvényelemzőként kezdte. 2001-től a Portfolio.hu-t kiadó Net Média Zrt. vezérigazgatója volt, 2005-től az Index.hu Zrt. vezérigazgatója lett. 2007-től a társaságok vezetése mellett a tulajdonos Közép-Európa Média Zrt. vezérigazgató-helyettesi tisztjét és igazgatósági tagságát is betöltötte. 
Munkahelyei voltak még: IE-New York Broker Rt., Hypo-Securities Hungaria Rt.
2010 februárjától 2014 novemberéig az Origo Zrt. vezérigazgatója volt. Vaszilytől egyik napról a másikra vált meg az Origo tulajdonosa, a Magyar Telekom. Vaszily nevéhez fűződik Sáling Gergő főszerkesztő nagy figyelmet keltett elbocsátása.
Vaszily 2015 augusztusa óta dolgozott az MTVA vezérigazgatójaként, előbb megbízottként, majd 2016 októberében véglegesítették. E pozíciójáról 2018-ban lemondott. Ezután 2018 októberétől az Echo TV vezérigazgatója volt. Andy Vajna halála után helyette az igazgatóság egy másik tagja, Vaszily Miklós lett a TV2 elnöke. 2019-ben az IKO Holding Kft ügyvezető igazgatója. Pavel Stanchev 2025. áprilisában távozott a TV2 Csoport éléről, a cégcsoport elnök-vezérigazgatói pozícióját április 22. óta Vaszily Miklós tölti be. 
2017 óta a Budapesti Ingatlan Hasznosítási és Fejlesztési Nyrt igazgatótanácsának tagja. 
Vaszily 2019. március 31-ig, a tévécsatornának a Hír TV-be való beolvadásáig volt az Echo TV2 vezérigazgatója. 
2017 óta a MEME (Magyar Elektronikus Műsorszolgáltatók Egyesülete) egyik alelnöke. 
2020 március végén megvásárolta Oltyán József 50%-os részesedését az Indamedia csoportban, melyhez tartozik az Index.hu hirdetési felületeit kizárólag hirdető Indamedia Sales Kft. (az egykori CEMP Sales House Kft.) is.
2021-ben a tulajdonában lévő Progress Media Kft felvásárolta a Media Vivantist, ami a Life TV-t és az Ozone TV-t üzemeltette. 
2022-ben az MBH Bank felügyelőbizottsági tagjává választották, 2025. márciusa óta a felügyelőbizottság elnöke. 
2025. április 22-től a TV2 elnök-vezérigazgatója. 

### Sporttisztviselőként
2015-től 2019-ig a Magyar Kézilabda Szövetség elnökségének tagja volt. 2019-ben megválasztották a Magyar Golf Szövetség elnökségi tagjának. 2021 májusában a szervezet elnöke lett.